# FIBA Copa Asiática de Campeões
A FIBA Copa Asiática de Campeões é a competição de elite do basquetebol asiático de clubes. É organizado pela FIBA Ásia, e acontece uma vez por ano, (desde 1995). Anteriormente era conhecido por Copa dos Campeões da Confederação Asiática de Basquetebol.

## Resumo
| Ano  | Sede         | Campeão                | Placar       | Finalista                       | Terceiro Lugar         |
| 1981 | Hong Kong    | Bayi Rockets           | Sem Playoffs | Nippon Kokan                    | Apcor                  |
| 1984 | Ipoh         | Northern Cement        | 82–56        | Bayi Rockets                    | Kuang Hua              |
| 1988 | Jakarta      | Swift-PABL             | 84–69        | Liaoning Hunters                | Samsung Electronics    |
| 1990 | Jakarta      | Liaoning Hunters       | Sem Playoffs | Bank of Korea                   | Kazma                  |
| 1992 | Bangkok      | Kia Motors             | Sem Playoffs | Liaoning Hunters                | Kazma                  |
| 1995 | Kuala Lumpur | Andok's                | 101–82       | Petronas                        | Kia Motors             |
| 1996 | Manila       | Hapee Toothpaste       | 77–74        | Isuzu Lynx                      | Guangdong Winnerway    |
| 1997 | Jakarta      | Regal                  | 64–59        | Kia Motors                      | Aspac                  |
| 1998 | Kuala Lumpur | Beijing Hanwei         | 71–70        | Regal                           | Al-Riyadi Beirute      |
| 1999 | Beirut       | Sagesse                | 84–71        | Liaoning Hunters                | Petronas               |
| 2000 | Beirut       | Sagesse                | 55–52        | Al-Ittihad                      | Al-Manama              |
| 2001 | Dubai        | Al-Ittihad             | 103–101 (OT) | Al-Rayyan                       | Al-Wahda               |
| 2002 | Kuala Lumpur | Al-Rayyan              | 92–78        | Al-Ittihad                      | Al-Wahda               |
| 2003 | Kuala Lumpur | Al-Wahda               | 96–63        | Al-Rayyan                       | Sangmu Phoenix         |
| 2004 | Sharjah      | Sagesse                | 72–70        | Al-Wahda                        | Al-Rayyan              |
| 2005 | Quezon City  | Al-Rayyan              | 83–76        | Fastlink                        | Sagesse                |
| 2006 | Kuwait City  | Fastlink               | 94–69        | Al-Jalaa Aleppo                 | Al-Rayyan              |
| 2007 | Tehran       | Saba Battery Tehran    | 83–75        | Al-Jalaa Aleppo                 | Al-Rayyan              |
| 2008 | Kuwait City  | Saba Battery Tehran    | 82–75        | Al-Rayyan                       | Al-Wasl                |
| 2009 | Jakarta      | Mahram Tehran          | 78–68        | Zain                            | Al-Riyadi Beirute      |
| 2010 | Doha         | Mahram Tehran          | 93–73        | Al-Rayyan                       | Al-Riyadi Beirute      |
| 2011 | Pasig        | Al-Riyadi Beirute      | 91–82        | Mahram Tehran                   | Al-Rayyan              |
| 2012 | Beirut       | Sem título disputado   | sem disputa  | Mahram Tehran Al-Riyadi Beirute | Duhok                  |
| 2013 | Amman        | Foolad Mahan Isfahan   | 84–74        | Al-Rayyan                       | ASU                    |
| 2016 | Hunan        | Xinjiang Flying Tigers | 96-88        | Al-Riyadi Beirute               | Petrochimi Bandar Imam |
| 2017 | Shenzhen     |                        |              |                                 |                        |

## Títulos por equipe
| Clube                     | Campeão              | Finalista                        | Terceiro                   |
| ------------------------- | -------------------- | -------------------------------- | -------------------------- |
| Sagesse                   | 3 (1999, 2000, 2004) | 1 (2005)                         |                            |
| Al-Rayyan                 | 2 (2002, 2005)       | 5 (2001, 2003, 2008, 2010, 2013) | 4 (2004, 2006, 2007, 2011) |
| Mahram Tehran             | 2 (2009, 2010)       | 2 (2011, 2012)                   |                            |
| Saba Battery Tehran       | 2 (2007, 2008)       |                                  |                            |
| Liaoning Hunters          | 1 (1990)             | 3 (1988, 1992, 1999)             |                            |
| Al-Ittihad                | 1 (2001)             | 2 (2000, 2002)                   |                            |
| Zain                      | 1 (2006)             | 2 (2005, 2009)                   |                            |
| Al-Wahda                  | 1 (2003)             | 1 (2004)                         | 2 (2001, 2002)             |
| Kia Motors                | 1 (1992)             | 1 (1997)                         | 1 (1995)                   |
| Bayi Rockets              | 1 (1981)             | 1 (1984)                         |                            |
| Regal                     | 1 (1997)             | 1 (1998)                         |                            |
| Al-Riyadi Beirut          | 1 (2011)             | 1 (2012)                         | 3 (1998, 2009, 2010)       |
| Northern Cement           | 1 (1984)             |                                  |                            |
| Swift-PABL                | 1 (1988)             |                                  |                            |
| Andok's                   | 1 (1995)             |                                  |                            |
| Hapee Toothpaste          | 1 (1996)             |                                  |                            |
| Beijing Hanwei            | 1 (1998)             |                                  |                            |
| Foolad Mahan Isfahan      | 1 (2013)             |                                  |                            |
| Al-Jalaa Aleppo           | 2 (2006, 2007)       |                                  |                            |
| Petronas                  | 1 (1995)             | 1 (1999)                         |                            |
| Nippon Kokan              | 1 (1981)             |                                  |                            |
| Bank of Korea             | 1 (1990)             |                                  |                            |
| Isuzu Lynx                | 1 (1996)             |                                  |                            |
| Kazma                     | 2 (1990, 1992)       |                                  |                            |
| Apcor                     | 1 (1981)             |                                  |                            |
| Kuang Hua                 | 1 (1984)             |                                  |                            |
| Seoul Samsung Thunders    | 1 (1988)             |                                  |                            |
| Guangdong Southern Tigers | 1 (1996)             |                                  |                            |
| Aspac                     | 1 (1997)             |                                  |                            |
| Al-Manama                 | 1 (2000)             |                                  |                            |
| Sangmu Phoenix            | 1 (2003)             |                                  |                            |
| Al-Wasl                   | 1 (2008)             |                                  |                            |
| Duhok                     | 1 (2012)             |                                  |                            |
| ASU                       | 1 (2013)             |                                  |                            |